# Reinaldo Rosa dos Santos
Reinaldo Rosa dos Santos, meglio noto solo come Reinaldo (Belo Horizonte, 1º luglio 1976), è un ex calciatore brasiliano, di ruolo attaccante.

## Cronologia presenze e reti in nazionale
| Cronologia completa delle presenze e delle reti in nazionale ― Brasile under 20 | Cronologia completa delle presenze e delle reti in nazionale ― Brasile under 20 | Cronologia completa delle presenze e delle reti in nazionale ― Brasile under 20 | Cronologia completa delle presenze e delle reti in nazionale ― Brasile under 20 | Cronologia completa delle presenze e delle reti in nazionale ― Brasile under 20 | Cronologia completa delle presenze e delle reti in nazionale ― Brasile under 20 | Cronologia completa delle presenze e delle reti in nazionale ― Brasile under 20 | Cronologia completa delle presenze e delle reti in nazionale ― Brasile under 20 |
| Data                                                                            | Città                                                                           | In casa                                                                         | Risultato                                                                       | Ospiti                                                                          | Competizione                                                                    | Reti                                                                            | Note                                                                            |
| ------------------------------------------------------------------------------- | ------------------------------------------------------------------------------- | ------------------------------------------------------------------------------- | ------------------------------------------------------------------------------- | ------------------------------------------------------------------------------- | ------------------------------------------------------------------------------- | ------------------------------------------------------------------------------- | ------------------------------------------------------------------------------- |
| 14-4-1995                                                                       | Al Rayyan                                                                       | Siria under 20                                                                  | 0 – 6                                                                           | Brasile under 20                                                                | Mondiali Under-20 1995 - 1º turno                                               | 3                                                                               | 75’                                                                             |
| 17-4-1995                                                                       | Al Rayyan                                                                       | Russia under 20                                                                 | 0 – 0                                                                           | Brasile under 20                                                                | Mondiali Under-20 1995 - 1º turno                                               | -                                                                               | 33’                                                                             |
| 19-4-1995                                                                       | Al Rayyan                                                                       | Qatar under 20                                                                  | 0 – 2                                                                           | Brasile under 20                                                                | Mondiali Under-20 1995 - 1º turno                                               | -                                                                               | 76’                                                                             |
| 23-4-1995                                                                       | Al Rayyan                                                                       | Brasile under 20                                                                | 2 – 1                                                                           | Giappone under 20                                                               | Mondiali Under-20 1995 - Quarti di finale                                       | -                                                                               | 65’                                                                             |
| 28-4-1995                                                                       | Al Rayyan                                                                       | Brasile under 20                                                                | 0 – 2                                                                           | Argentina under 20                                                              | Mondiali Under-20 1995 - Finale                                                 | -                                                                               | 81’                                                                             |
| Totale                                                                          |                                                                                 | Presenze                                                                        | 5                                                                               |                                                                                 | Reti                                                                            | 3                                                                               |                                                                                 |

## Palmarès

### Club

#### Competizioni nazionali
- Campionato Mineiro: 2

Atlético Mineiro: 1993, 1995
- Campionato paulista: 1

Palmeiras: 1996
- Campionato Carioca: 1

Bragantino: 1998

#### Competizioni internazionali
- Coppa Libertadores: 1

Cruzeiro: 1997

### Nazionale
- Campionato sudamericano di calcio Under-20: 1

1995